# Michal Grošek
Michal Grošek, född 1 juni 1975 i Vyškov, är en tjeckisk före detta ishockeyspelare, forward.
Grošek spelade 526 matcher i NHL för Winnipeg Jets, Buffalo Sabres, Chicago Blackhawks, New York Rangers och Boston Bruins. År 2008 avslutade han sin aktiva spelarkarriär i Leksands IF i allsvenskan.